# Kortbølgemodtager
En kortbølgemodtager, kortbølgeradiomodtager eller kortbølgeradio er et radioapparat, der er særligt egnet til at modtage en større del af kortbølgebåndet. Offentlige kortbølgesendere fra mange nationaliteter er spredt over jordkloden og kan modtages verden rundt. Dog vil radioudbredelsesforholdene afgøre, hvilke sendere der kan nås på hvilke tidspunkter. Typisk kan en kortbølgemodtager også modtage andre frekvensbånd som fx FM-radio via VHF bånd II.

## Historisk
I 1931 lavede Hammarlund Mfg. Co., Inc. verdens første kommercielle kortbølge superheterodynmodtager med navnet Hammarlund Comet Pro.
Verdens første prototype bærbare kortbølgemodtagere blev lavet i år 1939-1941 af Zenith Radio Corporation på bestilling af selskabets daværende chef Eugene F. McDonald. Efter omkring 20 prototyper på chassis Zenith model 5G401, blev 35.000 Zenith Model 7G605 Trans-Oceanic 'Clipper' produceret omkring år 1942.
Patenter på kortbølgemodtagerens frekvensskala er i kilderne.
Nogle af verdens første kommercielle fuldt transistoriserede kortbølgemodtagere er Magnavox model AW-100 (1957), Trans-Oceanic Royal 1000 (1957) and Trans-World Portable T-9 Code 126 (1958).

## Specielle modtagermuligheder
Med en godt udstyret kortbølgemodtager kan man også modtage andet end amplitudemodulation (AM) som fx enkelt-sidebåndsmodulation (SSB inkl. LSB og USB). Nogle få kortbølgestationer, andre tjenester og mange radioamatører sender via SSB. Nogle få kortbølgemodtagere kan også modtage digital radio (Digital Radio Mondiale, DRM) via langbølgebåndet, mellembølgebåndet og kortbølgebåndet. I 2017 var der en del radiostationer, som sendte via DRM.

## Modtagertyper
En verdensmodtager eller verdensradio er et radioapparat, som kan modtage en større del af kortbølgebåndet - og typisk også mellembølgebåndet, langbølgebåndet og FM-radio.